# Víctor Hugo Amatti
Víctor Hugo Amatti Weinzettel (Paraná, Entre Ríos, Argentina, 20 de junio de 1965) es un exfutbolista argentino. Jugaba de defensa. En Chile tuvo campañas sobresalientes en Lota Schwager, Fernández Vial y Santiago Wanderers.

## Trayectoria
Sus inicios en el fútbol los registró en su natal Paraná, jugando por los clubes Atlético Neuquén Club, Belgrano de Paraná y Atlético Paraná. 
Llegó a Chile en 1987 a formar parte de las filas de Lota Schwager, tras gestión del empresario Alfonso Fuentes, quien lo ofreció al dirigente Julio Rodríguez, tras recomendación de los técnicos Carlos Trullet y Fernando Cavalleri. Tras una buena campaña en el elenco minero es reclutado en 1988 por Fernández Vial y luego por Deportes Temuco. 
El DT Isaac Carrasco lo pide para Santiago Wanderers en 1989, donde se posiciona de la contención y alcanza notoriedad, al lograr de cabeza el gol del triunfo ante Regional Atacama, lo que permite a los caturros alcanzar la Liguilla de Promoción de ese año, donde se enfrentaron a Unión San Felipe y Magallanes. En la misma definición marcó el gol del empate ante Unión San Felipe en un Estadio Sausalito repleto de hinchas verdes. Cuatro días después fue figura nuevamente del partido definitorio ante los aconcagüinos, ganando el equipo caturro por 4 a 1, ascendiendo directamente a la Primera División de Chile 1990.
En 1991 es llamado nuevamente por Fernández Vial transformándose en patrón de la zaga aurinegra. En 1992, Coquimbo Unido lo solicita como refuerzo para disputar la Copa Libertadores.
Un años más tarde se une a las filas de Deportes Iquique, para regresar a Santiago Wanderers en 1995, logrando nuevamente el ascenso caturro.
En 1997 vuelve brevemente a Fernández Vial para terminar retirándose a fin de temporada a causa de las lesiones. 
Volvió al fútbol brevemente en 2001 en la Liga Paranaense de fútbol para defender al Atlético Neuquén Club.

## Clubes
| Club                  | País      | Año       |
| --------------------- | --------- | --------- |
| Atlético Neuquén Club | Argentina | 1980-1983 |
| Atlético Paraná       | Argentina | 1985      |
| Belgrano de Paraná    | Argentina | 1986      |
| Lota Schwager         | Chile     | 1987      |
| Fernández Vial        | Chile     | 1988      |
| Deportes Temuco       | Chile     | 1988-1989 |
| Santiago Wanderers    | Chile     | 1989-1990 |
| Fernández Vial        | Chile     | 1990-1991 |
| Coquimbo Unido        | Chile     | 1992      |
| Deportes Iquique      | Chile     | 1993      |
| Cipoletti             | Argentina | 1994      |
| Santiago Wanderers    | Chile     | 1995      |
| Fernández Vial        | Chile     | 1997      |
| Atlético Neuquén Club | Argentina | 2001      |

## Palmarés

### Campeonatos nacionales
| Título    | Club               | País  | Año  |
| --------- | ------------------ | ----- | ---- |
| Primera B | Santiago Wanderers | Chile | 1995 |